# 格氏雙弓齒麗魚
格氏雙弓齒麗魚（学名：Diplotaxodon greenwoodi）為輻鰭魚綱鱸形目隆頭魚亞目慈鯛科的其中一種，分布於非洲馬拉威湖流域，棲息深度50-148公尺，體長可達24.7公分，棲息在礁石區，以小魚為食，生活習性不明，可做為觀賞魚。

## 擴展閱讀
維基物種上的相關：格氏雙弓齒麗魚